# Ouadane
Ouadane hoặc Wādān (tiếng Ả Rập: وادان) là một thị trấn nhỏ ở vùng sa mạc ở trung tâm Mauritanie, rìa phía nam của cao nguyên Adrar, cách 93 km về phía đông bắc của Chinguetti. Thị trấn đóng vai trò quan trọng như là điểm trung chuyển trong tuyến thương mại xuyên Sahara và các tuyến lữ hành vận chuyển muối từ các mỏ ở Idjil. Tại đây có một trung tâm giao dịch Bồ Đào Nhà được xây dựng từ năm 1487 nhưng có lẽ đã sớm bị bỏ rơi. Thị trấn suy tàn vào thế kỷ 16 và hầu hết giờ chỉ còn nằm trong đống đổ nát.
Khu phố cổ của nó mặc dù giờ nằm trong đổ nát nhưng vẫn còn nguyên vẹn trong bức tường đá, trong khi một khu định cư nhỏ nằm phía ngoài. Khu phố cổ là một phần của Di sản thế giới đã được UNESCO công nhận. Cách thị trấn không xa là Cấu trúc Richat, còn được biết đến là Con mắt của Sahara, là một vòng tròn có đường kính 50 km và có thể nhìn thấy từ không gian.

## Lịch sử
Lịch sử ban đầu của nó là không chắc chắn nhưng có thể thị trấn đã phát triển thịnh vượng từ hoạt động buôn bán vàng xuyên Sahara. Vào giữa thế kỷ 11, nhà địa lý học người Ả Rập Al-Bakri đã có những mô tả về một tuyến đường xuyên Sahara giữa Tamdoult gần Akka ở Maroc đến Aoudaghost ở rìa phía nam Sahara thuộc Mauritanie ngày nay. Tuyến đường này được sử dụng để vận chuyển vàng trong thời gian tồn tại của Đế quốc Ghana. Trong tác phẩm của mình, Al-Bakri đã đề cập đến một loạt tên địa danh nhưng chúng chưa được xác định và các nhà sử học đã đề xuất một số địa điểm có thể là điểm dừng chân của tuyến đường. Năm 1961, nhà sử học người Pháp Raymond Mauny đã đề xuất một tuyến đường đi qua Ouadane nhưng Suzanne Daveau sau đó đã lập luận về một tuyến đường trực tiếp vượt qua vách núi Adrar ở phía đông của thị trấn. Lượng khách lữ hành giảm từ đầu thế kỷ 13 khi thị trấn ốc đảo Oualata nằm cách 360 km về phía đông của dần thay thế Aoudaghost trở thành điểm cuối phía nam của tuyến thương mại.
Tài liệu tham khảo đầu tiên về thị trấn bằng tiếng Bồ Đào Nha là của nhà buôn bán nô lệ Alvise Cadamosto vào giữa thế kỷ 15 khi ông nhầm lẫn mỏ muối ở Idjil với Taghaza. Cũng vào khoảng thời gian đó, nhà biên niên sử người Bồ Đào Nha Gomes Eanes de Zurara đã mô tả Ouadane là thị trấn quan trọng nhất của vùng Adrar và là nơi duy nhất có tường bao quanh. Nửa thế kỷ sau, Valentim Fernandes, đã viết chi tiết về việc buôn bán các phiến muối từ các mỏ Idjil và vai trò của Ouadane như một trung tâm xuất nhập. Ông mô tả Ouadane là một "thị trấn" với dân số 400 người. Ngược lại, nhà thám hiểm Duarte Pacheco Pereira trong tác phẩm Esmeraldo de situ orbis (viết từ năm 1505-1508) mô tả là nơi có "300 lò sưởi" và có dân số từ 1.500 đến 1.800 người. Sabkha Idjil nằm cách khoảng 240 km về phía tây bắc của Ouadane nằm về phía tây của thị trấn Fderîck. Ngày mà những lượng muối đầu tiên được chiết xuất từ Sebkha vẫn chưa được biết đến. Người ta thường cho rằng, việc khai thác các mỏ ở Idjil bắt đầu từ nửa sau thế kỷ 11 vì Al-Bakri không đề cập đến chúng. Thay vào đó, ông mô tả một mỏ muối tại một nơi mà ông gọi là "Tatantal". Các nhà sử học thường cho rằng, địa điểm này tương ứng với Tegahza nhưng mô tả của ông cũng có thể là các mỏ tại Idjil.
Theo Pereira, vào năm 1487, người Bồ Đào Nha đã xây dựng một công ty ở Ouadane trong nỗ lực giành quyền buôn bán vàng, muối và nô lệ xuyên Sahara. Một kho trung chuyển có lẽ tồn tại trong một thời gian ngắn và không được đề cập trong phần mô tả chi tiết được cung cấp bởi Fernandes.
Vào thế kỷ 16, người Maroc đã thực hiện nhiều nỗ lực để kiểm soát việc buôn bán muối xuyên Sahara và đặc biệt là vàng từ Sudan. Họ đã tổ chức các cuộc thám hiểm quân sự để chiếm giữ Ouadane vào năm 1543-44 và một lần nữa vào năm 1584. Sau đó vào năm 1585, họ chiếm Taghaza và kết thúc vào năm 1591, chiến thắng của họ trong trận Tondibi đã dẫn đến sự sụp đổ của Đế quốc Songhai.
Khu vực đổ nát phía trên thị trấn được gọi là Tegherbeyat là nơi gần như là lâu đời nhất của thị trấn. Ban đầu nó có chứa một nhà thờ Hồi giáo nhưng không có gì lại dấu tích gì cả. Các tàn tích ở phía dưới của thị trấn bao gồm một nhà thờ Hồi giáo có thể được xây dựng vào thế kỷ 15 khi thị trấn mở rộng. Một số vòm móng ngựa vẫn còn tồn tại và một số bức tường bằng đất sét và thạch cao vẫn còn cho thấy nhà thờ Hồi giáo đã bị bỏ hoang vào khoảng thế kỷ 19.